# Soerendonk en Sterksel
Soerendonk en Sterksel was een gemeente in de provincie Noord-Brabant. De gemeente is tijdens de gemeentelijke herindeling in 1821 samengevoegd met Gastel. Daarmee vormde het tot 1925 de fusiegemeente Soerendonk, Sterksel en Gastel.

## Geografie
Soerendonk en Sterksel bestond uit de twee enclaves. In de ene enclave lag de hoofdplaats Soerendonk en in de andere de plaats Sterksel. Door de twee enclaves heen liep de toenmalige gemeente Maarheeze. De gemeente Soerendonk en Sterksel lag niet ver van de Belgische grens af.

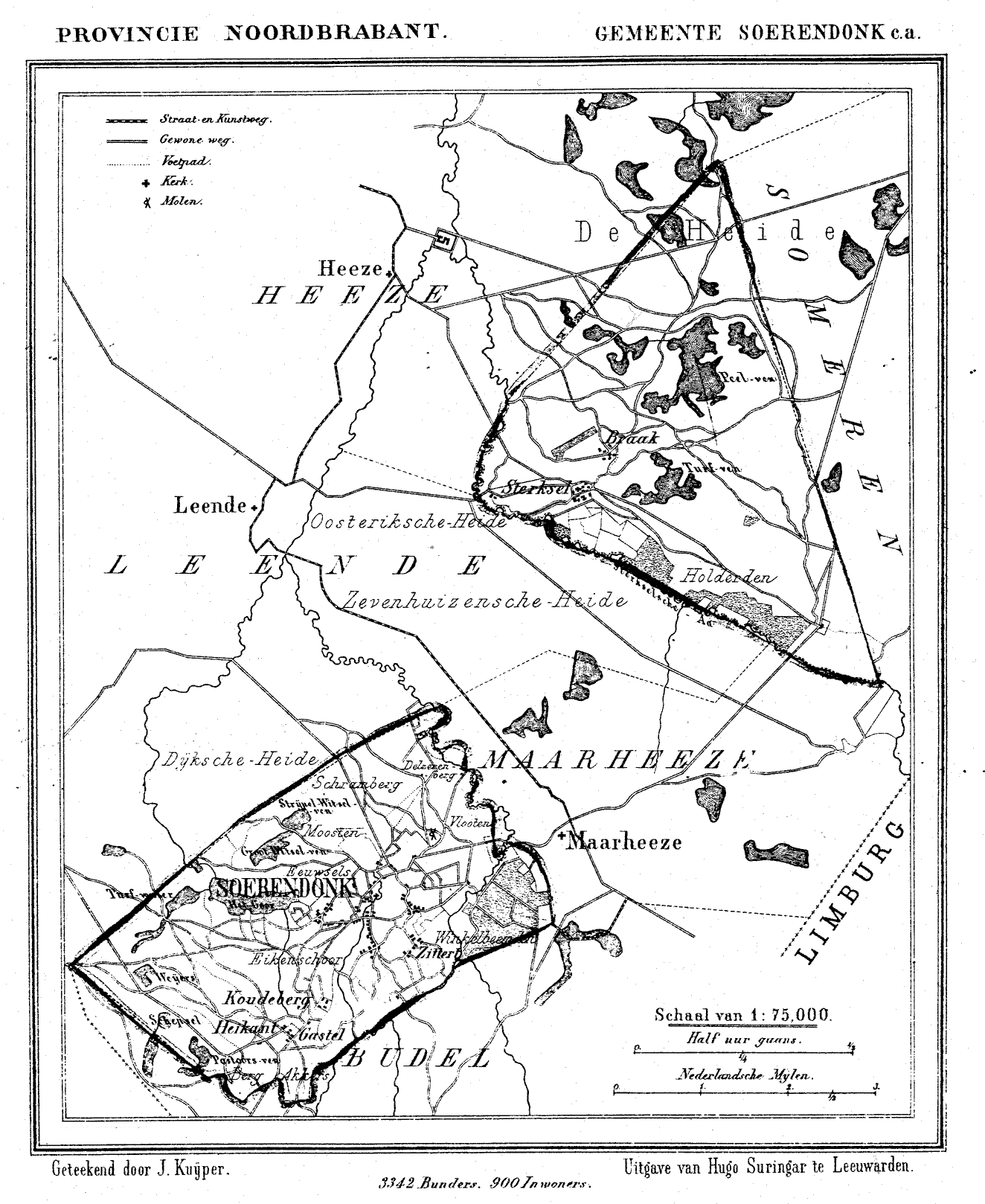
De gemeente Soerendonk, Sterksel en Gastel, hierbij ook twee enclaves, als u Gastel weglaat ziet u Soerendonk linksonder en Sterksel rechtsboven.

## Wapen
De gemeente Soerendonk en Sterksel had een wapen, deze werd op 14 oktober 1818 bij besluit van de Hoge Raad van Adel bevestigd. De beschrijving van dit wapen luidde als volgt:
Van lazuur, beladen met een kraanvogel van natuurlijke kleur
Dit wapen werd later ook gebruikt door de gemeente Soerendonk, Sterksel en Gastel.